# Самаркін
Сама́ркін (рос. Самаркин) — селище у складі Первомайського району Оренбурзької області, Росія.

## Населення
Населення — 60 осіб (2010; 111 у 2002).
Національний склад (станом на 2002 рік):
- росіяни — 81 %